# Maurice Bucaille
Maurice Bucaille (født 19. juli 1920, død 17. februar 1998) var en fransk læge, født og opvokset i et katolsk hjem, og han var Faisal Al Sauds, (konge af Saudi Arabien), personlige læge. Med sine erfaringer i Saudi Arabien og efter at have studeret de hellige bøger hos muslimerne og jøderne udgav han i 1976 det omstridte værk La Bible, le Coran et la science (~ Biblen, Koranen og videnskaben), hvor han fremlagde sine synspunkter på den jødisk-kristne åbenbaring og Koranen. Bucaille er begravet på en kirkegård i Paris.